# Justyna Mielnikiewicz
Justyna Mielnikiewicz est une photojournaliste et vidéaste indépendante polonaise née en 1973 dans la gmina de Marklowice,.
Elle vit et travaille à Tbilissi en Géorgie depuis 2002.

## Biographie
Justyna Mielnikiewicz est née en 1973 dans la gmina de Marklowice, dans le sud de la Pologne. Autodidacte, elle commence sa carrière en 1999 en travaillant pour le quotidien polonais Gazeta Wyborcza.
En 2001, elle se lance en tant qu’indépendante afin de choisir ses sujets et la façon de les traiter. Pendant une dizaine d'années, elle travaille dans le Caucase sur la question des frontières et des migrations en essayant de mettre en lumière des histoires personnelles,.
Elle est lauréate du prix Canon de la femme photojournaliste 2009 pour son reportage Souffrance partagée, lignes divisées sur le Caucase.
Depuis 2010, elle explore la question des femmes, de la sexualité et du genre dans les anciennes républiques socialistes soviétiques.
En 2017, elle tente de montrer la réalité nuancée et complexe de la monoparentalité urbaine moderne en suivant quatre familles monoparentales de Varsovie en Pologne.
Ses photos ont été publiées dans de nombreux journaux et magazine dont le New York Times, Newsweek Polska, Paris Match, Frankfurter Allgemeine Zeitung, Monocle, Stern et Le Monde.
Membre de l’agence Maps, elle vit et travaille à Tbilissi en Géorgie depuis 2002.

## Récompenses
- 2009 : prix Canon de la femme photojournaliste[5]
- 2009 : deuxième prix World Press Photo, catégorie reportage People in the News[9]
- 2011 : prix du jeune photographe du Caucase de la Fondation Magnum
- 2015 : prix The Aftermath Project[10]
- 2016 : bourse W. Eugene Smith[11],[12],[13]

## Expositions majeures
- 2010 : Souffrance partagée, lignes divisées, Visa pour l’image à Perpignan[5]
- 2017 : A Ukraine Runs Through It, Rencontres de la photographie d’Arles[14]

## Publications
- 2014 : Woman with a Monkey – Caucasus in Short Notes and Photographs, auto-édition
- The Meaning of a Nation – Russia and its Neighbors, Cortona on the Move
- Ukraine Runs Through It (2019)  (ISBN 978-83-952480-6-1)[15].